# سنجاب دم‌اسبی
سنجاب دم‌اسبی (نام علمی: Sundasciurus hippurus) نام یک گونه از تیره سنجاب است.